# Pisiga
Pisiga Bolívar o también conocido simplemente como Pisiga, es un poblado urbano boliviano, ubicado en la frontera con Chile. Fue creado mediante Ley N.º 159 de 12 de enero de 1962 (en la presidencia de Víctor Paz Estenssoro), como cantón en la provincia Atahuallpa (ahora provincia de Sabaya) del departamento de Oruro y como Distrito Municipal perteneciente al municipio de Sabaya mediante norma municipal de 28 de julio de 1996. Está localizado en plena frontera internacional en el altiplano andino próximo al paso internacional Colchane-Pisiga y a la comuna chilena de Colchane. Pisiga Bolívar está ubicada a una distancia de 234 km de la ciudad de Oruro, la capital departamental y a 236 km de la ciudad portuaria de Iquique en Chile; siendo la más cercana, directa y factible al Océano Pacífico.

## Economía
Debido a su condición de frontera Internacional con Chile, a la proximidad del Puerto y Zona Franca Industrial y Comercial de Iquique (Zofri), Asiento Aduanero del estado boliviano y centro estratégico de convergencia de Transporte de carga y pasajeros; su economía está basada mayormente en el desarrollo de actividades ligadas al comercio internacional como importación y exportación de mercaderías, comercio informal, servicios, apoyo, logística, transporte de carga, pasajeros y turismo. La producción agrícola y ganadera es reducida por las condiciones medio ambientales desfavorables como clima árido, seco y escaso de lluvias; de cualquier forma existe crianza de camélidos en poca escala como también producción agrícola de quinua y papa en pequeña proporción.   
Por su ubicación geográfica, Pisiga Bolívar se inscribe como ciudad de frontera, enclave importante dentro de la carretera interoceánica Brasil-Bolivia-Chile que lo configura en un puerto seco natural para nuestro país, polo de desarrollo e integración en el occidente; con un crecimiento urbanístico y poblacional dinámico aunque con alguna inestabilidad temporal. Existe un elevado porcentaje de población flotante y en tránsito generado por el incesante movimiento comercial y migratorio de y hacia el vecino país de Chile.          
Entre los controles limítrofes de Chile y Bolivia, desde hace varias décadas, se realiza una feria fronteriza quincenal por dos días, viernes y sábado, donde se comercializan e intercambian productos variados como alimentos, vestuario, electrodomésticos, abarrotes, productos agrícolas de la región y otros; promoviendo un flujo migratorio recurrente de pobladores de ambos países.

## Atractivos turísticos
Entre los atractivos turísticos próximos se encuentran el Salar de Coipasa, próximo al salar más grande del mundo, como es el Salar de Uyuni; el imponente Nevado Cabaray con una altura de 5.869 m.s.m. en cuyas serranias se localiza un vasto bosquesillo de queñuales; el sitio arqueológico de Casinquira; el volcán Tata Sabaya; el parque nacional Volcán Isluga en territorio chileno.

## Transporte
Por vía terrestre, dentro de la carretera internacional Oruro - Iquique; la Ruta 12 une a Pisiga Bolívar con la ciudad de Oruro y la Ruta 15 – CH otorga acceso de Colchane a Iquique.